# 헤타페 센트랄역

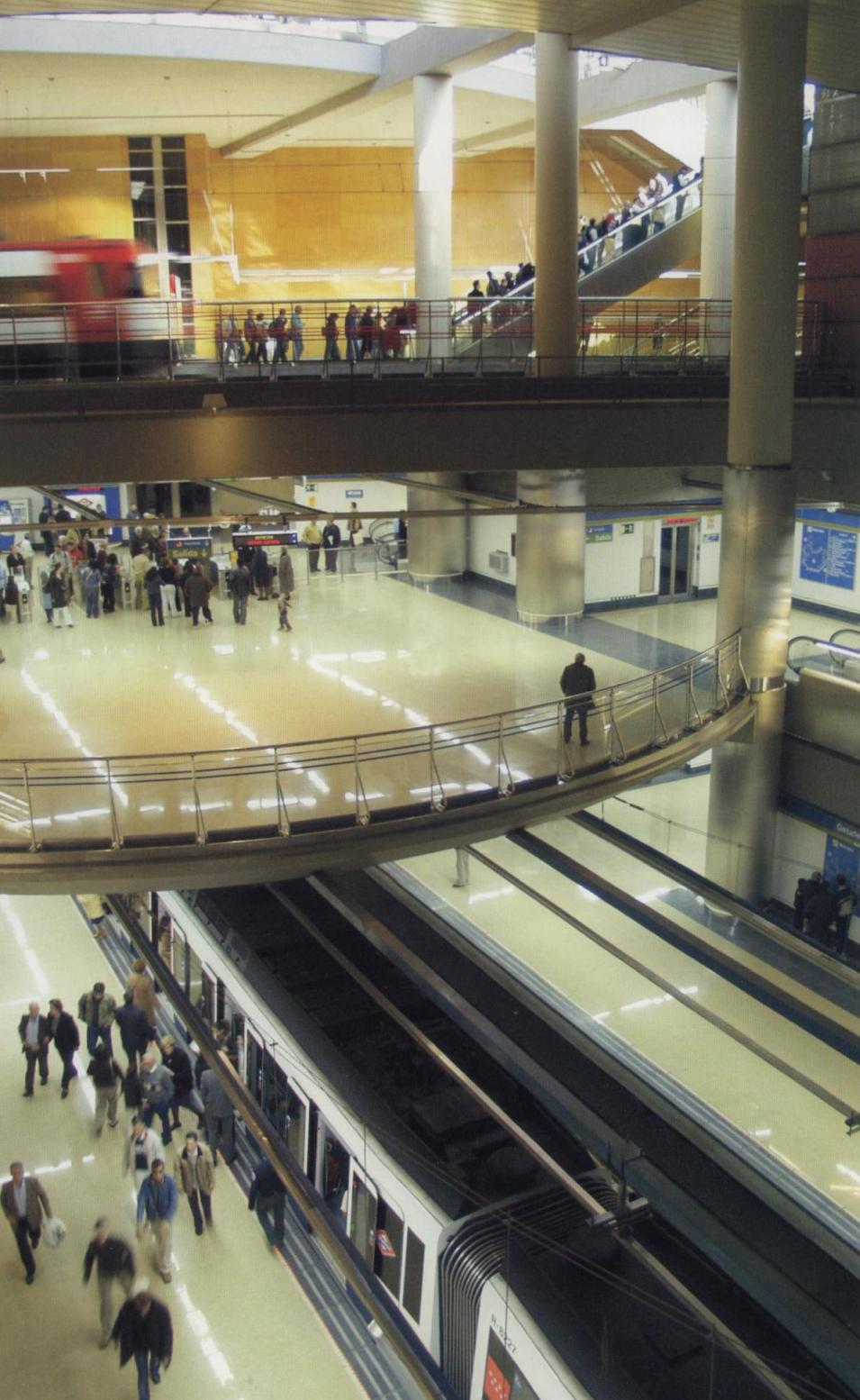
역 내부

헤타페 센트랄 역(스페인어: Getafe Central) 또는 헤타페 센트로 역 (Getafe Centro)은 마드리드 지하철 12호선과 세르카니아스 마드리드 C4호선이 지나는 환승역이다. 마드리드 지방 헤타페의 센트로 구에서 페로카릴 거리와 라몬 이 카할 거리가 만나는 교차로에 위치해 있다. 헤타페의 8개 역 중에서 가장 중심부에 위치해 있는 역이기도 하다. 요금구역상으로는 B1구역에 속한다.
'헤타페 센트랄 역'은 지하철 12호선의 역이고, '헤타페 센트로 역'은 세르카니아스 철도역의 이름이다. 세르카니아스 쪽의 역명이 더 오래되었지만 지하철 역명이 이를 따르지 않은 이유는, 12호선에서 각 도시의 중심부에 위치한 다섯 역에 대해서는 '센트랄'이란 명칭을 붙이도록 통일했기 때문이다.

## 역사
원래 세르카니아스 노선만 다니던 철도역이었다. 1998년 헤타페 시가지를 통과하는 노선이 폐선되면서 지금의 건물이 지어졌다. 지하철역은 2003년 4월 11일 12호선의 전 구간 개통과 함께 문을 열었다. 역명은 볼리비아의 라파스를 세운 탐험가 알론소 데 멘도사에서 따왔다.
2014년 7월 6일부터 아로요 쿨레브로 역에서부터 로스 에스파르탈레스 역까지의 구간이 시설개선 공사로 운행을 일시중단하게 되었다. 해당 구간의 각 역에 있는 승강장 선로를 교체 개선하고 선로정비 체계를 대체하며, 터널 방수작업과 하수관 수용량 확대 등의 공사가 진행되었다. 또 해당 구간을 통과하는 열차의 속력을 시속 70km로 늘리게 되었다. 공사는 2014년 9월 8일에 마무리되었다.
지상에는 대합실이 위치해 있고 그 지하에 세르카니아스 승강장과 지하철 승강장이 있다. 세르카니아스는 윗층에, 지하철은 아랫층 승강장으로 다닌다.

## 환승 정보
역 주변에 시외버스 정류장이 세 곳 있다.
버스
- 헤타페 시내버스
  - 1, 2, 3, 4, 5, Pi1, Pi2번 노선 (주간)
- 시외버스
  - 428, 441, 447, 448, 450, 455 462 468 번 노선 (주간)
  - N081, N805번 노선 (야간)

지하철
| 마드리드 지하철                                                           | 마드리드 지하철        | 마드리드 지하철            |
| ------------------------------------------------------------------------- | ---------------------- | -------------------------- |
| 알론소 데 멘도사 순환선                                                   | 마드리드 지하철 12호선 | 후안 데 라 시에르바 순환선 |
| 세르카니아스 마드리드                                                     |                        |                            |
| 라스 마르가리타스 우니베르시다드 알코벤다스-S.S. 레예스 / 콜메나르 비에호 | C4호선                 | 헤타페 섹토르 3 파를라     |